# Pan-STARRS

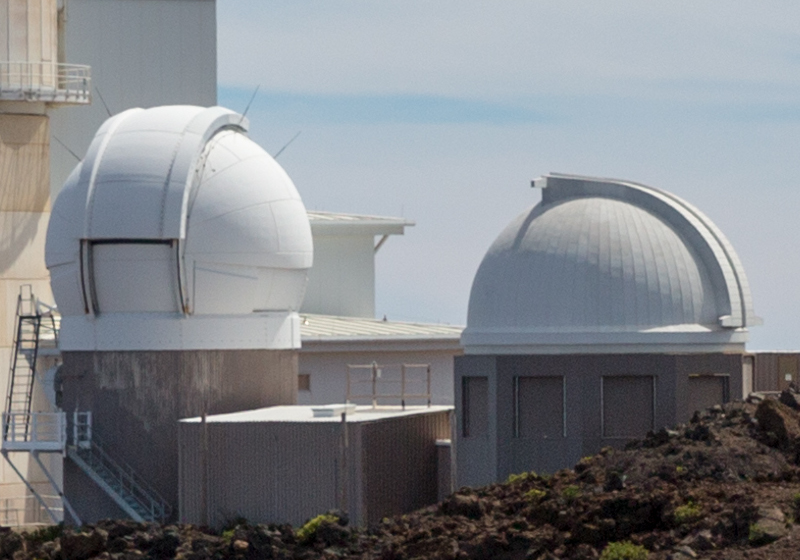
Die Kuppeln der Teleskope PS1 und PS2

Pan-STARRS (Abkürzung für Panoramic Survey Telescope And Rapid Response System) ist ein bodengebundenes Teleskop-System in einer Sternwarte auf dem Haleakalā auf Maui, Hawaii, zur kontinuierlichen Beobachtung des Sternenhimmels. Mit seiner Hilfe wird seit 2010 nach neuen Asteroiden, Kometen und veränderlichen Sternen gesucht. Durch die wiederholte tiefe Beobachtung großer Gebiete am Himmel sind die Daten von Pan-STARRS auch für viele andere Gebiete der Astronomie relevant.
Ursprünglich geplant, aber nicht finanziert, war ein Ausbau mit vier 1,8-m-Teleskopen auf dem Mauna Kea und Haleakalā in Hawaii, die zur Reduktion von Bild- und Messfehlern gleichzeitig dasselbe Himmelsgebiet beobachten. Das First light des Prototyp-Teleskops PS1 auf dem Haleakalā war im Juni 2006. Das zweite Teleskop, PS2, konnte mit Hilfe einer 2016 erhaltenen Spende in Betrieb genommen werden. Im Jahr 2018 erfolgte die aktive Inbetriebnahme.
Ein Pan-STARRS-Teleskop besitzt mit 3° ein sehr großes Gesichtsfeld, das durch drei etwa 50 cm durchmessende Korrektor-Linsen nach den beiden Spiegeln in Cassegrain-Anordnung erreicht wird; das sich ergebende großformatige Bild wird mit einem 1,4-Milliarden-Pixel-CCD-Sensor (60×64 Sensoren mit je 600×600 Pixel) erfasst. Jeder Sensor kann während einer Aufnahme das Bild vertikal und horizontal verschieben, um eine durch Luftunruhe verursachte Bildbewegung auszugleichen. Pro Nacht werden über 500 Aufnahmen gemacht.
In einer ersten Projektphase wurde von einem Konsortium von 14 Instituten aus sechs Ländern mehrere Himmelsdurchmusterungen durchgeführt, deren Daten seit Ende 2016 öffentlich verfügbar sind. Obwohl Pan-STARRS jede Himmelsregion etwa 60 mal beobachtet hat, finden sich in dieser Datenbank lediglich zeitliche Mittelwerte. Im Januar 2019 wurde eine neue Auflage der Pan-STARRS-Daten veröffentlicht. Im Gegensatz zur ersten Auflage enthält diese Datenbank astrometrische und photometrische Daten sowie die Bilder für jeden einzelnen Beobachtungszeitpunkt.

## Ergebnisse

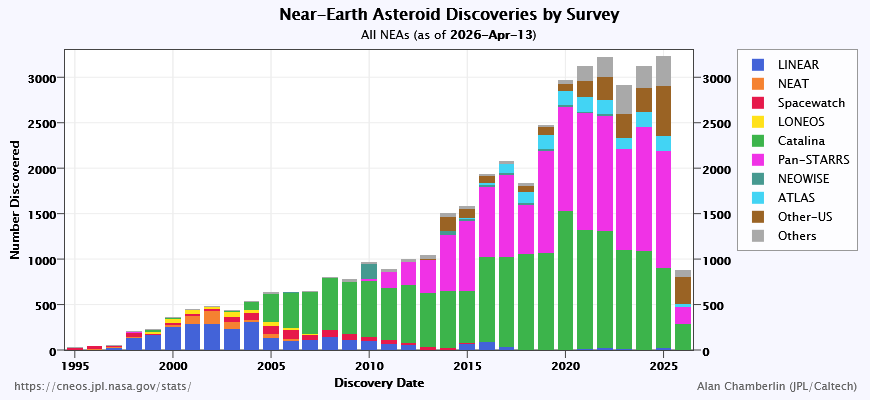
Zahl der erdnahen Objekte, detektiert durch verschiedene Projekte
LINEAR
NEAT
Spacewatch
LONEOS
Catalina Sky Survey
Pan-STARRS
NeoWise
ATLAS
alle anderen

Im Juni 2011 wurde mit Pan-STARRS 1 ein Komet entdeckt und C/2011 L4 (PANSTARRS) benannt.
Ebenfalls mit diesem Teleskopsystem wurde das Objekt „PS1-10afx“ entdeckt. Es galt als eine vor neun Milliarden Jahren explodierte Hypernova, die einer Supernova vom Typ Ia ähnelte, jedoch dafür viel zu hell erschien.
2013 fiel in dieser Region eine schwach leuchtende Galaxie im Vordergrund auf, die von der exakt dahinter liegenden, helleren Supernova zuvor überstrahlt worden war und das bei der Explosion abgestrahlte Licht in Richtung der Erde als Gravitationslinse bündelte. Dadurch erschien die Supernova 30-fach heller als ohne Lupen-Effekt. Aufgrund dieser Beobachtungen gehen Astronomen jetzt davon aus, dass künftig weitere derartige Objekte entdeckt werden, weil es als wahrscheinlich gilt, dass mit zunehmender Entfernung – irgendwo auf dem Weg der Supernova-Strahlung bis zur Erde – es zu einem Gravitationslinseneffekt kommen kann.
Am 19. Oktober 2017 wurde mit Pan-STARRS 1 zum ersten Mal überhaupt ein Asteroid beobachtet, der nicht aus unserem Sonnensystem stammt. Er wurde 'Oumuamua getauft.
Im August 2020 wurden die größten, detailliertesten 3D-Karten des Universums, „PS1-STRM“, online abrufbar, veröffentlicht.

### Nach dem Teleskop benannte Himmelskörper
- C/2011 L4 (PANSTARRS), ein Komet, der im März/April 2013 in Europa mit dem bloßen Auge sichtbar war
- P/2012 B1 (PANSTARRS)
- P/2012 T1 (PANSTARRS)
- P/2013 R3 (Catalina-PANSTARRS), ein in zehn Bruchstücke zerfallener periodischer Komet
- C/2014 S3 (PANSTARRS)
- P/2016 BA14 (PANSTARRS), ein Komet der Jupiter-Familie
- C/2017 K2 (PANSTARRS), der bei seiner Entdeckung am weitesten von der Sonne entfernte aktive Komet
- 311P/PANSTARRS, ein Hauptgürtelkomet